# Prieuré d'Urquhart

Le prieuré d'Urquhart est une communauté monastique bénédictine de Moray. 

## Historique
Il est fondé par le roi David Ier d'Écosse en 1136 comme une cellule de l'abbaye de Dumferline à la suite de la défaite du roi Angus de Moray. Elle demeure dépendante de Dunferline, et en 1454 a seulement deux moines. Le pape Nicolas V ordonne sa fusion avec le prieuré de Pluscarden.